# Чухно Анатолій Андрійович
Чухно Анатолій (1926 — 17 листопада 2012), економіст-теоретик, член-кореспондент AH УРСР (з 1967).

## Життєпис
Родом з Батурина (Чернігівщина). після закінчення Київського університету (1951) працював у ньому, з 1963 — керівник кафедри політичної економії, з 1979 його проректор. Автор близько 80 праць зі сфер дослідження закономірностей розвитку відносин розподілу господарських дібр, взаємодії закону розподілу і закону вартости, питання економічного стимулювання, продуктивности суспільного виробництва та ін. теоретичних питань політичної економії.

## Нагороди
Лауреат Премії НАН України імені М. І. Туган-Барановського (1995).

Лауреат Премії НАН України імені М. В. Птухи (2005).